# ЖКТ Олджоро
Футбольний клуб ЖКТ Олджоро або просто ЖКТ Олджоро (англ. JKT Oljoro Football Club) — професіональний танзанійський футбольний клуб з міста Аруша, який виступає в Першому дивізіоні чемпіонату Танзанії. Домашні матчі проводить на «Шейх Амрі Абед Меморіал Стедіум», який вміщує 20 000 глядачів.

## Історія
У сезоні 2010/11 років команда здобула путівку до танзанійської Прем'єр-ліги. Наступного сезону ЖКТ Олджоро фінішував на 6-у місці в елітному дивізіоні танзанійського чемпіонату. З 26-и матчів команда здобула 9 перемог, 8 разів зіграла внічию та зазнала 9 поразок. Відзначилася 19-а голами та пропустила 24 м'ячі (різниця забитих та пропущених м'ячів -5), при цьому набрала 35 очок. Починаючи з сезону 2015/16 років виступає в Першому дивізіоні чемпіонату Танзанії.